# S11 (Georgië)
De S11 (Georgisch: საერთაშორისო მნიშვნელობის გზა ს11, Saertashoriso mnishvnelobis gza S11, weg van internationaal belang), ook bekend als 'Achaltsiche - Ninotsminda (grens van de Republiek Armenië)', is een 112 kilometer lange hoofdroute binnen het Georgische wegennet.

## Route
De volledig tweebaans hoofdweg begint vanaf de S8 in Achaltsiche en gaat via Achalkalaki en Ninotsminda naar de grens met Armenië. Na de grensovergang gaat de weg verder als M1 naar Gjoemri, de tweede grootste stad van Armenië. De gehele S11 maakt deel uit van de Europese E691, een E-route tussen Asjtarak in Armenië en Horasan in Turkije, alsmede de Aziatische AH82. De S11 sluit aan op de Georgische S8 en de S13 die naar Turkije leidt.
De weg ligt volledig in de regio Samtsche-Dzjavacheti, dat geografisch gezien onderdeel is van het Armeens Hoogland, en bereikt bij de Armeense grens een maximale hoogte van 2.150 meter boven zeeniveau zonder bergpassen te passeren. De hooggelegen vlakte tussen Achalkalaki en de Armeense grens heeft een winterklimaat, wat tot frequente wegafsluitingen leidt als gevolg van zware sneeuwval. Tussen Achaltsiche en Achalkalaki volgt de S11 de kloof van de rivieren Mtkvari en Paravani.

## Achtergrond

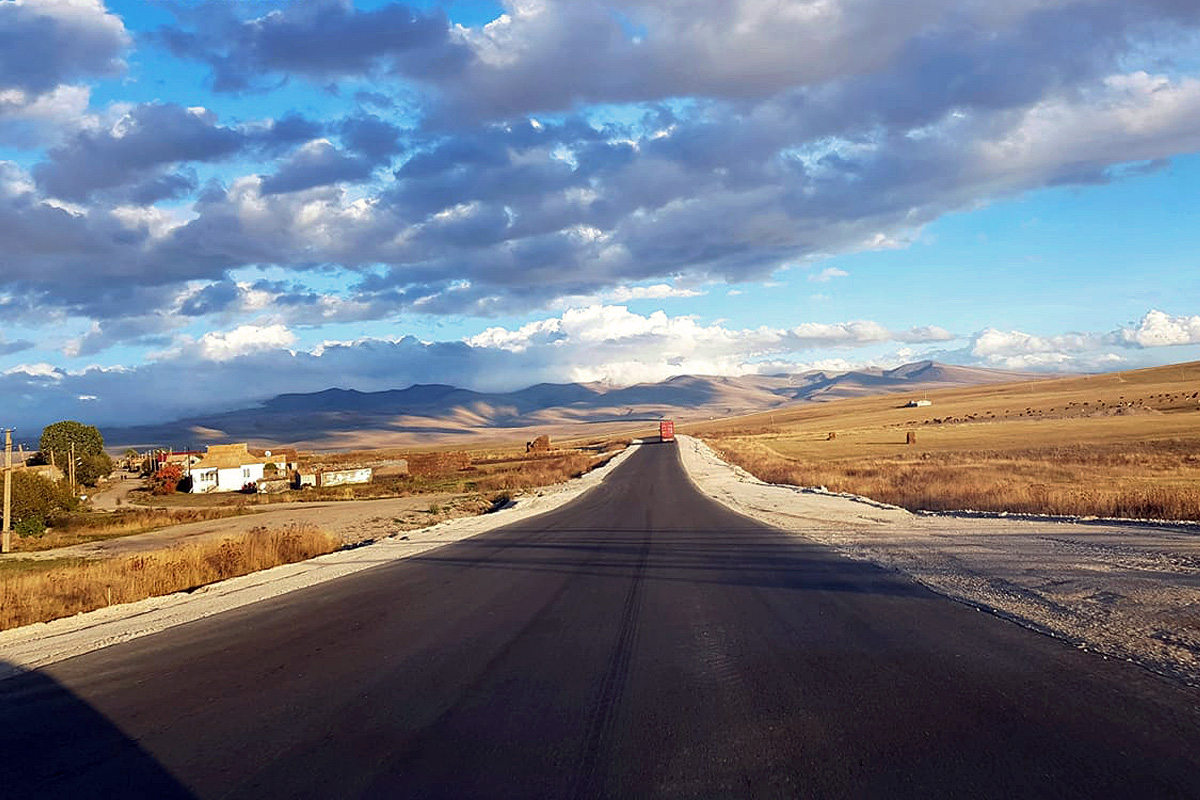
S11 door de hooglanden van Samtsche-Dzjavacheti

De route van de S11 maakte vanaf het begin van de jaren 1980 deel uit van de nationale Sovjet-route A-306 van Batoemi via Achaltsiche en Ninotsminda naar Gjoemri in Armenië. Daarvoor had de route geen wegnummer, zoals het geval was met de meeste hoofdwegen in de Sovjet-Unie.
In 1996 werd het moderne Georgische wegnummeringssysteem ingevoerd en werd het A-306 gedeelte tussen Achaltsiche en de Armeense grens omgenummerd tot "S11 Akhaltsikhe - Ninotsminda (grens van de Republiek Armenië)". De A-306 tussen Batoemi en Achaltsiche werd de Sh1 ("route van nationaal belang", een lagere klasse), en het gedeelte in Achaltsiche kwam onder de S8 te vallen.
De S11 is een belangrijke transitroute voor verkeer tussen Armenië en Turkije, doordat de landsgrens tussen beide landen gesloten is. In eerdere jaren ging het meeste verkeer via Vale, de grensovergang tussen Georgië en Turkije en het eindpunt van de S8 waar de S11 in Achaltsiche op aansluit. Sinds 2015 is er een kortere route beschikbaar via de S13 vanaf Achalkalaki. De Armeense gemeenschap in Georgië woont voornamelijk in de regio Samtsche-Dzjavacheti, met name in de gemeenten Achalkalaki en Ninotsminda. In 2019 werd het deel van Ninotsminda naar de Armeense grens vernieuwd.

## Foto's

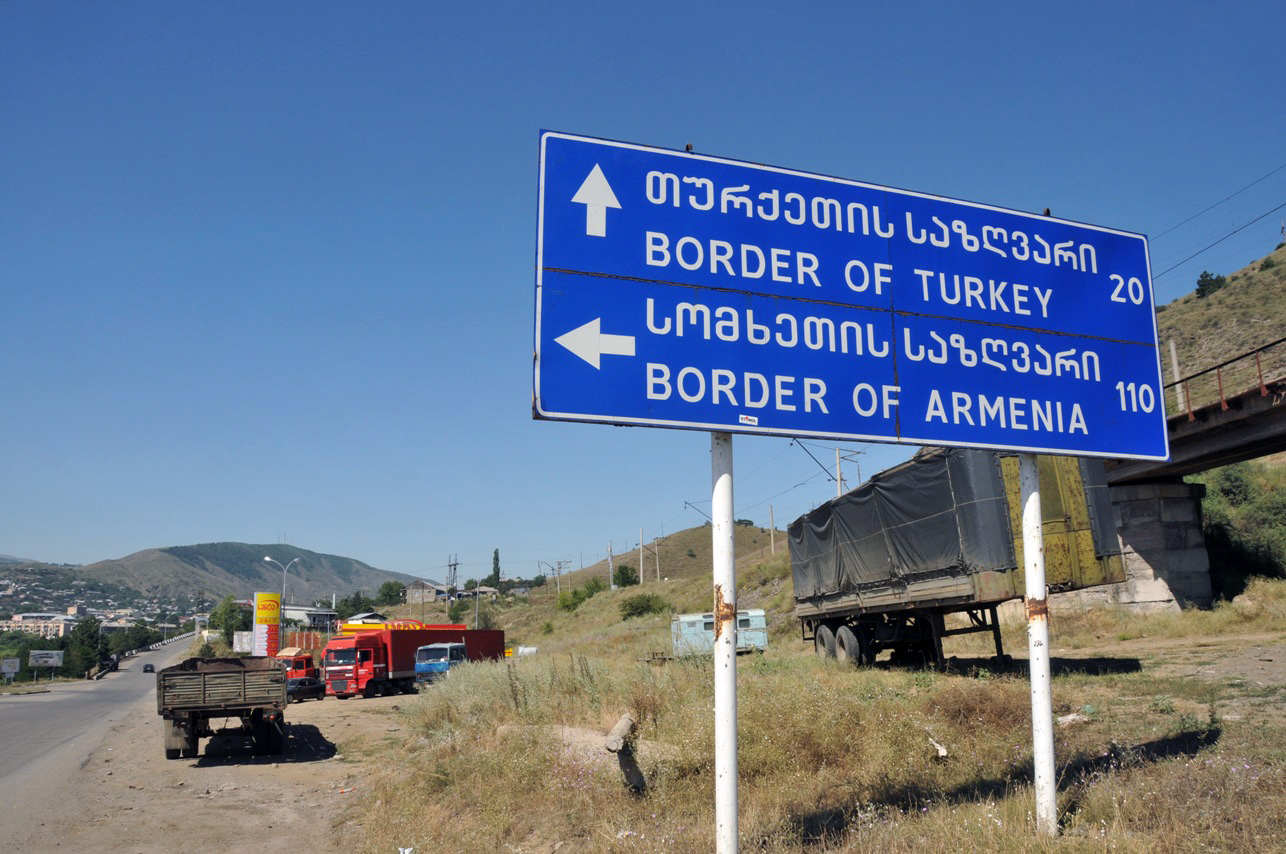
Achaltsiche startpunt van de S11 naar Armenië
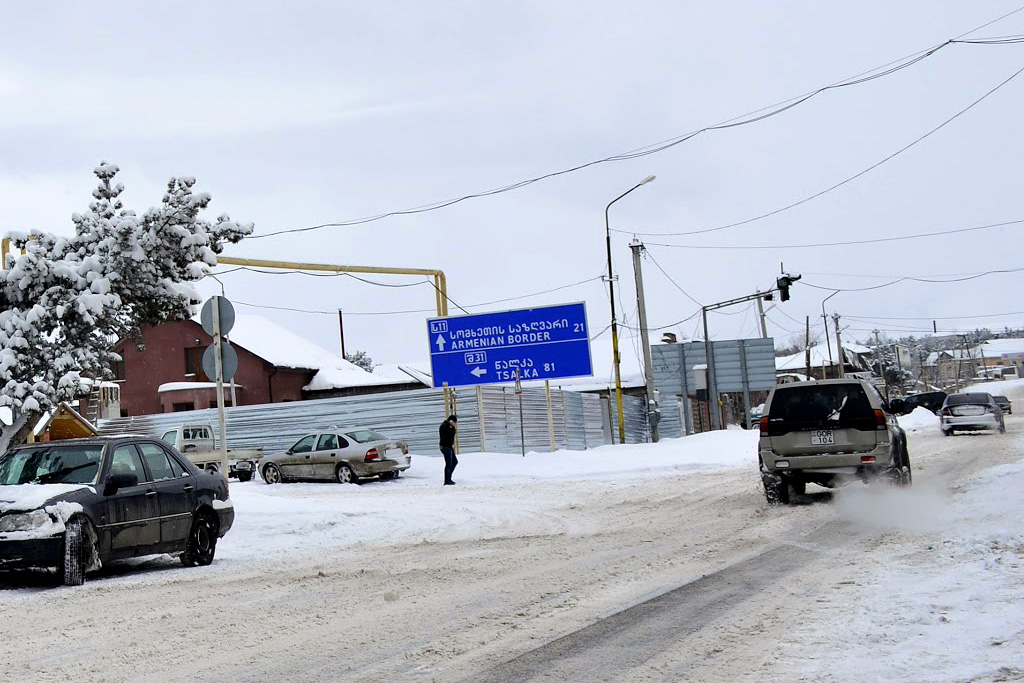
Winters Ninotsminda
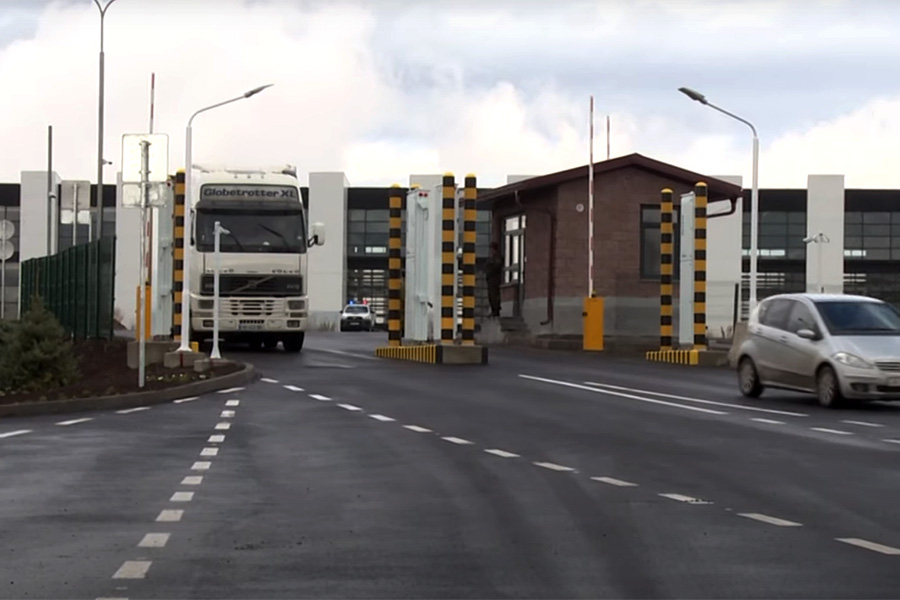
Armeense grensovergang